# Mitridate I del Bosforo
Mitridate (in greco antico: Μιθριδάτης?, Mithridátes; ... – 46 a.C.), conosciuto come Mitridate di Pergamo e anche chiamato nella storiografia moderna Mitridate I del Bosforo, è stato uno sovrano pergameno, pretendente al trono del Bosforo Cimmerio dal 47 a.C. alla sua morte.

## Biografia

### Origini familiari
Mitridate era figlio del ricco pergameno Menodoto e della nobildonna galata Adobogiona maggiore, amante del re del Ponto Mitridate VI il Grande, in onore del quale fu chiamato per far finta fosse suo figlio. Alcuni suggeriscono che Mitridate fosse effettivamente figlio di questa relazione amorosa.

### Giovinezza, ascesa al potere e regno
Quando era molto piccolo venne educato dal re Mitridate VI il Grande, che lo tenne con sé per molti anni. Successivamente, lo troviamo nel 64 a.C. a governare la città di Pergamo. Durante la guerra civile alessandrina (48-47 a.C.), combattuta tra Tolomeo XIII da un lato e da Cleopatra e Giulio Cesare dall'altro, aiutò quest'ultimo radunando truppe da Siria e Cilicia ed entrò in Egitto sconfiggendo l'esercito egizio a Pelusio e al Campo degli Ebrei nel 47 a.C.; nella successiva battaglia del Nilo (marzo 47 a.C.), le truppe di Cesare sconfissero Tolomeo XIII, che morì durante la fuga. Dopo la sua campagna pontica (47 a.C.) contro Farnace II, Cesare donò a Mitridate il regno del Bosforo Cimmerio, consentendogli di muovere guerra all'allora re Asandro, e la tetrarchia di Galazia, eredità materna. Tuttavia Mitridate non riuscì a conquistare i territori del Bosforo Cimmerio e fu ucciso nel 46 a.C. da Asandro in battaglia.